# Heliga grottan i Covadonga

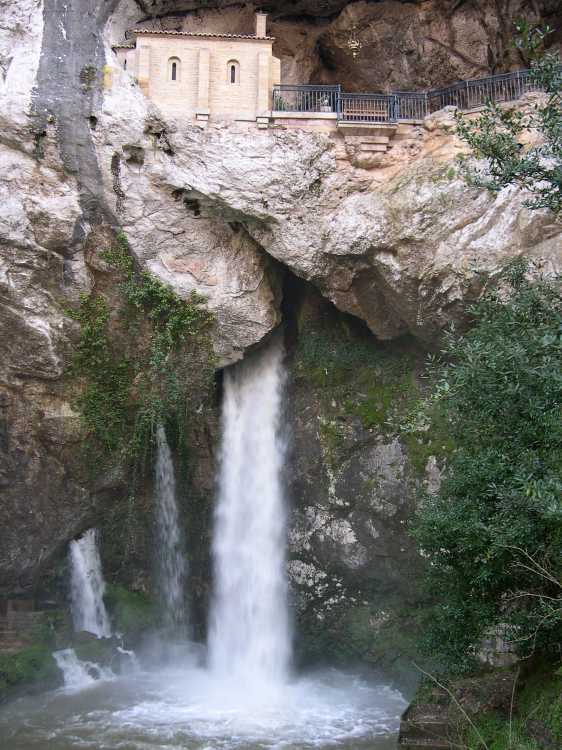
Grottan med kapell och vattenfall

Den heliga grottan i Covadonga (spanska: Santa cueva de Covadonga) är en grotta i bergskedjan Picos de Europa, belägen i regionen Asturien i norra Spanien. Grottan är en kristen helgedom och förbunden med kyrkan Basílica de Santa María la Real de Covadonga. Enligt den kristna legenden gömde sig Pelayo av Asturien här tillsammans med 30 män och tio kvinnor under muslimernas erövring av norra Spanien. I hopp om hjälp bad de till jungfru Maria. Pelayo ledde sedan de kristna visigoterna till seger i slaget vid Covadonga som räknas som starten på reconquistan.
De äldsta bevarade skildringarna av dessa händelser är från Alfons III:s tid. I början av 1100-talet åtnjöt de förnyad popularitet och Maria fick en mer central roll i berättelsen.
Grottan har länge varit ett populärt pilgrimsmål. I den finns ett kapell, en staty över Jungfrun av Covadonga och Pelayos och Alfons I:s gravar.